# 学校法人伊勢学園

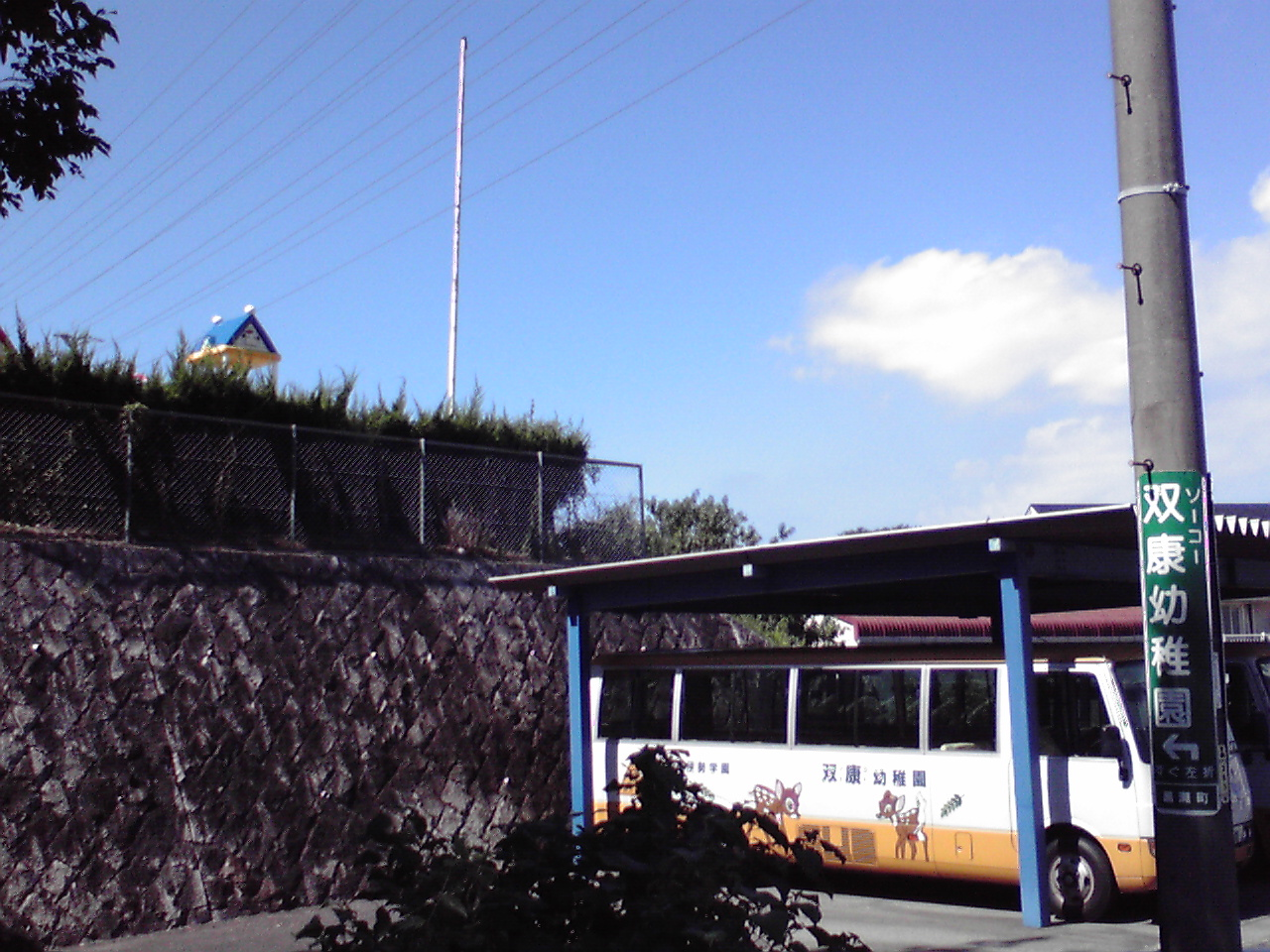
双康幼稚園

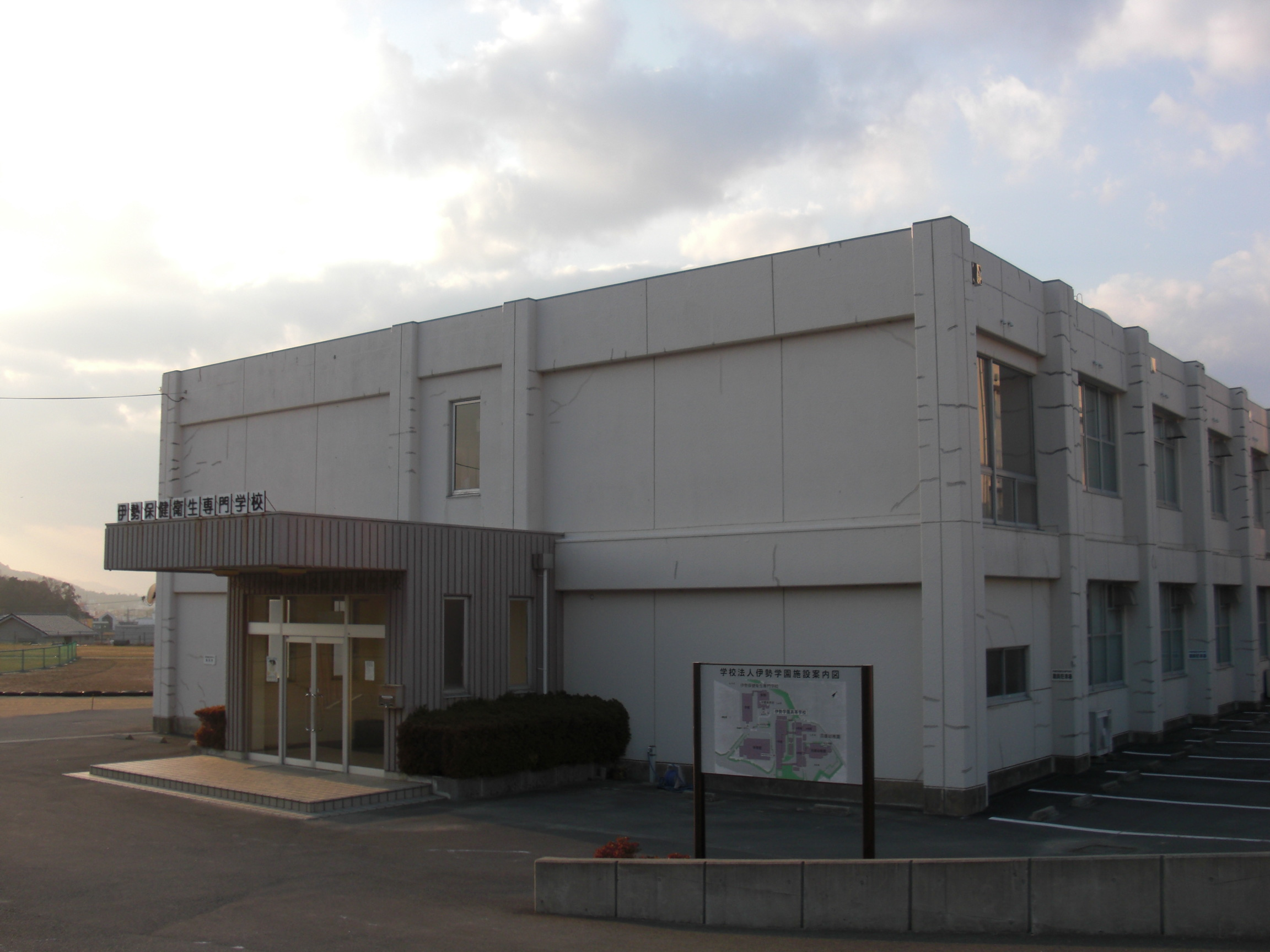
伊勢保健衛生専門学校

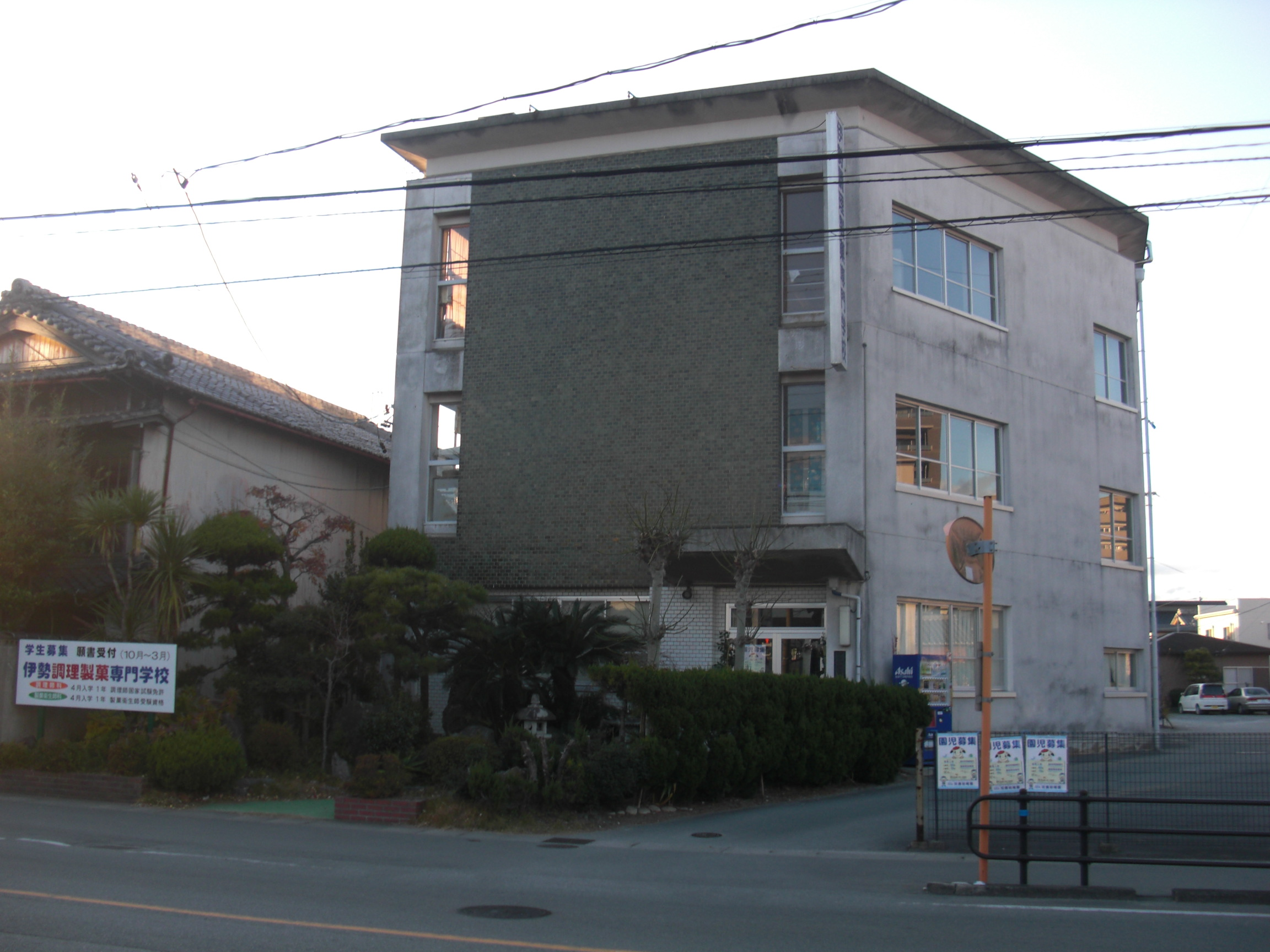
伊勢調理製菓専門学校

学校法人伊勢学園（がっこうほうじん いせがくえん）は、三重県伊勢市に本部を置く学校法人。伊勢学園高等学校（旧・伊勢女子高等学校）などを運営する。
本項目では、伊勢学園が運営する諸学校についても記述する。

## 概要
1913年（大正2年）に中西宇助が創立した「三重百日算簿記学校」を母体とする学校法人で、2010年現在の理事長は中西康裕が務める。法人本部は伊勢学園高等学校内の三重県伊勢市黒瀬町562-13に置いている。
2022年現在、以下の学校を運営する。
- 伊勢学園高等学校
- 双康幼稚園
- 伊勢調理製菓専門学校
- 伊勢保健衛生専門学校

### 中西重雄
中西 重雄（なかにし しげお）は日本の教育家である。学校法人伊勢学園の理事長を務め、伊勢女子高校や双康幼稚園を創立するなどして学校法人の発展に寄与した。2009年（平成21年）4月29日に旭日小綬章を受章。同年12月12日に伊勢学園高校体育館にて学園葬が営まれた。

## 沿革
- 1913年（大正2年）6月20日 - 中西宇助が「三重百日算簿記学校」を設立[1]。この日を学校法人伊勢学園の創立記念日とする[3]。
- 1915年（大正4年） - 中西速算学校を設立[7]。
- 1954年（昭和29年）8月13日 - 準学校法人の設立認可、準学校法人宇治山田高等実務学校となる[8]。
- 1955年（昭和30年）4月1日 - 法人名を伊勢学園に改称[9]。
- 1956年（昭和31年）5月28日 - 宇治山田割烹学校の設立認可[10]。
- 1959年（昭和34年） - 厚生省（当時）から調理師養成施設第1号指定を受け[11]、「三重調理師学校」を設置[12][13]。
- 1963年（昭和38年）
  - 2月1日 - 伊勢女子高等学校の設立認可[14]。
  - 4月1日 - 伊勢女子高等学校が開校[3]。
- 1969年（昭和44年） - 2年制看護婦養成所として伊勢高等看護学院を開設[15]。
- 1976年（昭和51年） - 三重調理師学校を「伊勢調理師専門学校」に改称[13]。
- 1977年（昭和52年） - 専修学校認可を受け、伊勢高等看護学院を「伊勢看護専門学校」に改称[15]。
- 1977年（昭和52年）
  - 2月28日 - 双康幼稚園の設立が認可[4]。
  - 4月1日 - 双康幼稚園が開園[4]。
  - 5月2日 - 双康幼稚園の開園式及び第1回入園式を挙行[4]。
- 1983年（昭和58年） - 伊勢看護専門学校を「伊勢保健衛生専門学校」に改称、歯科衛生学科を設置[15]。
- 2001年（平成13年） - 伊勢調理師専門学校に製菓衛生師科を併設し、「伊勢調理製菓専門学校」に改称[13]。
- 2004年（平成16年）4月 - 伊勢保健衛生専門学校の看護学科を3年制に改組[15]。鉄筋コンクリート4階建ての新館が完成[16]。
- 2009年（平成21年）4月 - 伊勢女子高等学校を男女共学化し、「伊勢学園高等学校」に改称。

## 指定などの日付
- 1959年（昭和34年）4月6日 - 三重調理師学校が調理師法に基づく調理師養成所に指定[17]。
- 1969年（昭和44年）3月5日 - 伊勢高等看護学院が保健婦助産婦看護婦法に基づく看護婦養成所に指定[18]。
- 1976年（昭和51年）7月1日 - 伊勢高等看護学院を伊勢看護専門学校に変更[19]。
- 1983年（昭和58年）1月21日 - 伊勢保健衛生専門学校が歯科衛生士法に基づく歯科衛生士養成所に指定[20]。

## 運営する学校
2010年現在、4校を運営している。

### 伊勢学園高等学校
伊勢学園高等学校を参照。
学校法人伊勢学園の主要な学校。女子校であったが、2009年（平成21年）4月より男女共学に移行した。ソフトボール部は強豪として知られ、1998年（平成10年）から6年連続で全国高等学校総合体育大会（インターハイ）に出場、2006年（平成18年）にはのじぎく兵庫国体で準優勝している。この時捕手を務めた西井春菜は卒業後、豊田自動織機に入社しプレーを続けている。

### 双康幼稚園
双康幼稚園（そうこうようちえん）は三重県伊勢市黒瀬町562-13にある私立幼稚園。伊勢学園高等学校に隣接しており、同校の保育実習にも利用されている。
定員は180名で、伊勢学園理事長の中西康裕が園長を兼ねる。「正しい食事・つよい体・美しい心・よいしつけ」の教育方針を掲げ、専門家による体育指導や、幼児期からの英語教育の実施などに特色がある。

### 伊勢保健衛生専門学校
伊勢保健衛生専門学校（いせほけんえいせいせんもんがっこう、英語: ISE Health & Hygiene College）は三重県伊勢市黒瀬町562-13にある専修学校。看護学科（3年制）と歯科衛生学科（3年制）の2学科を設置する。伊勢学園高等学校の敷地内にあり、同校からの内部進学枠を設けている。
1969年（昭和44年）に開校した「伊勢高等看護学院」を前身とし、中西康裕・伊勢学園理事長が兼ねる。両学科とも定員は40名ずつであるが、歯科衛生学科は女子のみの募集となっている。特に看護学科は地域医療に貢献する人材を育成することを目指している。

#### 概要
- 看護学科（看護師養成課程、3年制）：定員40名
- 歯科衛生学科（歯科衛生士養成課程、3年制）：定員40名、ただし女子のみ

### 伊勢調理製菓専門学校
伊勢調理製菓専門学校（いせちょうりせいかせんもんがっこう）は三重県伊勢市河崎一丁目10番47号にある専修学校。伊勢学園の設置する学校の中で唯一離れたところに設置されている。調理師科（衛生専門課程・衛生高等課程）と製菓衛生師科の2科を設置している。
調理師養成施設第1号に指定を受けて1959年（昭和34年）に「三重調理師学校」として設置された歴史のある学校で、校長は中西久が務める。調理師科の2課程は各40名、製菓衛生師科は70名が定員である。いずれも修業年限は1年。卒業生は地元三重県に留まらず、モナコの日本食レストランに就職した者もいる。

## 関連する団体
学校法人中西学園
三重県伊勢市河崎一丁目10番30号及び伊勢市河崎一丁目10番47号にある「中西塾」を運営する学校法人。名古屋外国語大学などを開設している同名の学校法人とは別法人である。伊勢学園の前身である1913年（大正2年）開校の「三重百日算簿記学校」を母体とする学校で、同校は「中西速算学校」⇒「宇治山田高等実務学校」⇒「中西珠算学校」と名前を変えながら、現在の「中西塾」となった。
宇治山田高等実務学校では珠算・漢字・書道の3講座体制であったが、現在の中西塾は礼法・ラッピング・料理も実施しており、伊勢学園のノウハウを総動員した学校になっている。元はそろばん学校であることから、コンピュータのディスプレイ上に瞬間的に映し出された数字を次々に足していくフラッシュ暗算の検定試験も実施している。

## 交通
伊勢学園・伊勢学園高校・双康幼稚園・伊勢保健衛生専門学校
- JR参宮線 五十鈴ケ丘駅より徒歩10分。
- 三重交通バス伊勢学園前バス停よりすぐ。
- 三重県道22号伊勢南島線沿い。
- 幼稚園は送迎バスあり[4]。

伊勢調理製菓専門学校
- JR参宮線・近鉄山田線伊勢市駅より徒歩10分。
- 三重交通バス河崎町バスバス停または河崎百五前バス停より徒歩3分。
- 三重県道201号宇治山田港伊勢市停車場線（八間道路）沿い。